# لجنة الرقابة
لجنة الرقابة هي هيئة تنظيمية مستقلة. غالباً ما توجد لجان الرقابة في الصناعات المنظمة والمنظمات السياسية. وهم عادة ما يكون لديهم السلطة الكاملة للعمل ضمن الأنظمة التي تنشئها.
- في أعقاب الحرب العالمية الثانية، كانت تدار دول المحور المهزومة من قبل لجان مراقبة الحلفاء والتي تتكون من ممثلين من قوى الحلفاء الكبرى. قارن أيضًا اللجنة العسكرية المشتركة بين الحلفاء للمراقبة والتي أنشئت بعد الحرب العالمية الأولى.
- في الصناعات الموجهة، بما في ذلك القمار، والكحول والاحتكارات، قد تحدد لجان الرقابة الضوابط التي تحددها الهيئات التشريعية وتنفذها. وقد تشارك في توزيع الرخص وتحديد متطلبات التشغيل للمشاركين في السوق.
- في التنظيمات السياسية، قد تكون لجان الرقابة عبارة عن لجان مستقلة عن قيادة التنظيم الذين يضمنون الأداء الصحيح للمنظمة. لا تشمل عضوية اللجان عادةً أعضاء في الهيئة الرئاسية وموظفيها، ولا تتضمن عضوًا واحدًا في الهيئة الرئاسية. وقد تشمل مهام اللجنة الإشراف على الإجراءات التأديبية، والتحقيق في المخالفات المزعومة، والإشراف على الإدارة المالية وتفسير القواعد والقوانين.

## وصلات خارجية
These are some examples of control commissions:
- Manitoba Gaming Control Commission
- European Young Socialists, Control Commission
- Socialist Action (US) Constitution includes an outline of its Control Commission
- Socialist Party (Australia) Constitution includes an outline of its Control Commission